# Saint-Avit, Puy-de-Dôme
Saint-Avit är en kommun i departementet Puy-de-Dôme i regionen Auvergne-Rhône-Alpes i centrala Frankrike. Kommunen ligger i kantonen Pontaumur som tillhör arrondissementet Riom. År 2022 hade Saint-Avit 205 invånare.

## Befolkningsutveckling
Antalet invånare i kommunen Saint-Avit
| Referens: INSEE |